# 中部オープンゴルフ選手権競技
中部オープンゴルフ選手権競技（ちゅうぶオープンゴルフせんしゅけんきょうぎ）は、中部ゴルフ連盟主催で1971年から開催されているゴルフトーナメントである。

## 歴代優勝
- 2025 金子駆大
- 2024 権藤紘太
- 2023 中山絹也
- 2022 田村光正
- 2021 上井邦裕
- 2019 石渡和輝
- 2018 今野大喜 (a)
- 2017 藤島征次
- 2016 近藤啓介
- 2015 今野大喜 (a)
- 2014 岸本翔太
- 2013 近藤啓介
- 2012 小野田享也 (a)
- 2011 谷岡達弥
- 2010 梶本康太郎
- 2009 高山準平
- 2008 上井邦浩
- 2007 青山浩嗣
- 2006 浦口裕介
- 2005 沢田尚
- 2004 浦口裕介
- 2003 中田慶史郎
- 2002 柴田猛
- 2001 島田正士（英語版）
- 2000 山本昭一
- 1999 溝口英二
- 1998 尾崎智勇
- 1997 川瀬順次
- 1996 山本昭一
- 1995 川瀬順次
- 1994 溝口英二
- 1993 川瀬順次
- 1992 杉山直也
- 1991 中村彰男
- 1990 坂井初敏
- 1989 中村忠夫
- 1988 中村彰男
- 1987 出口栄太郎
- 1986 出口栄太郎
- 1985 塩田昌宏
- 1984 鈴村照男
- 1983 中村彰男
- 1982 内田繁
- 1981 内田繁
- 1980 鈴村久
- 1979 松岡金市
- 1978 井上幸一
- 1977 石井裕士
- 1976 陳健振（中華民国）
- 1975 野口英雄
- 1974 橘田規
- 1973 石井裕士
- 1972 橘田規
- 1971 内田繁

a=アマチュア選手